# ドリアン・トンプソン＝ロビンソン
ドリアン・トレバー・トンプソン＝ロビンソン（Dorian Trevor Thompson-Robinson, 1999年11月14日 - ）は、アメリカ合衆国サウスカロライナ州コロンビア出身のプロアメリカンフットボール選手。NFLのクリーブランド・ブラウンズに所属している。ポジションはクォーターバック。

## 経歴

### カレッジ
UCLAでは1年目の2018年シーズンから先発を務めた。
2019年シーズン、2019年9月21日のワシントン州立大学戦で507パス獲得ヤード、57ラン獲得ヤードを記録。合計564ヤードはUCLAの選手の1試合最多記録を更新した。

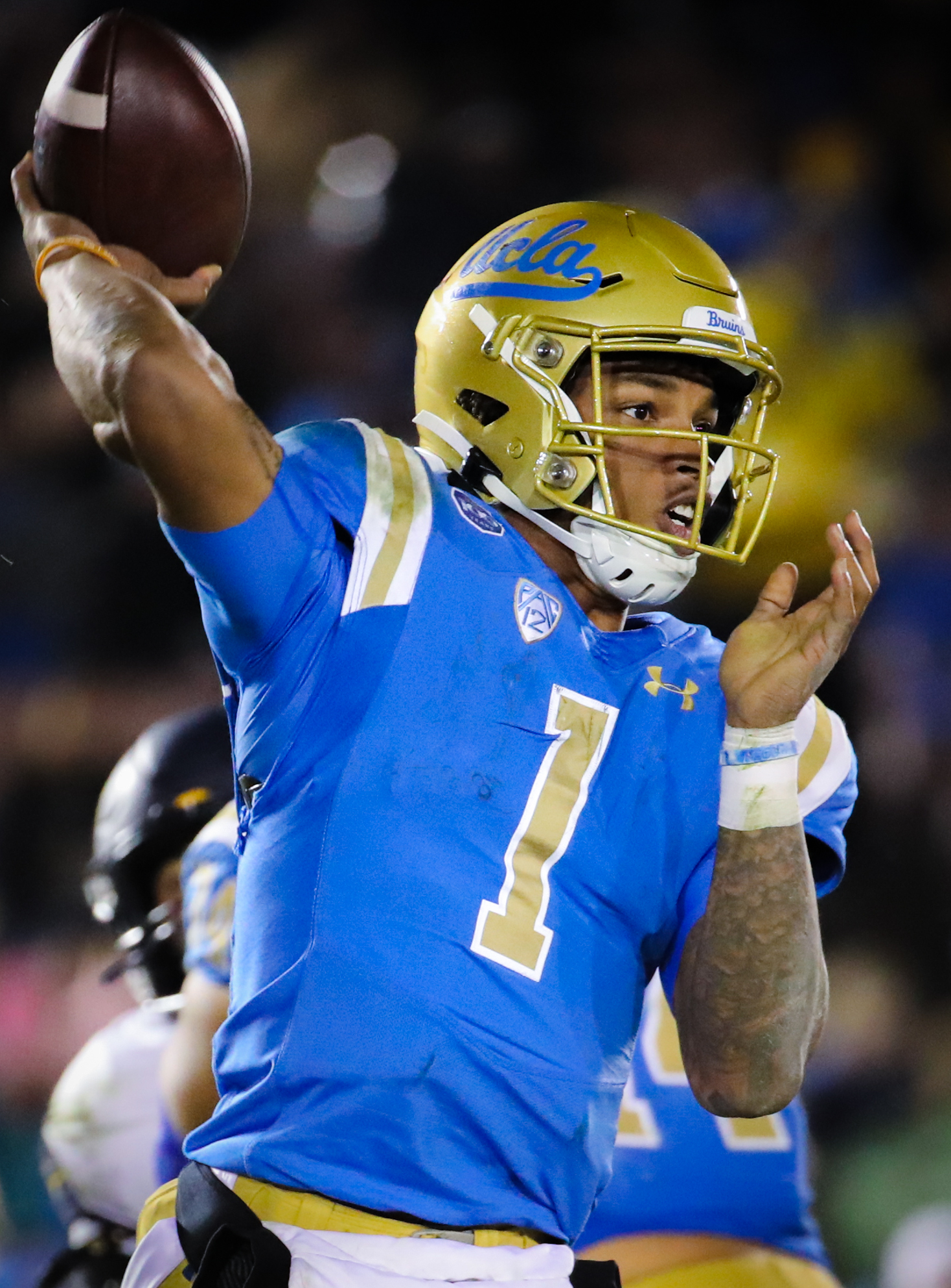
UCLAでのトンプソン＝ロビンソン
(2019年)

2020年シーズンは新型コロナウイルスの影響で短縮された中、5試合で1,120パス獲得ヤードを記録し、オールPac-12セカンドチームに選出された。シーズン終了後、2020年のNFLドラフトにはアーリーエントリーせず、大学に残留することは発表した。
2021年シーズンは2,409パス獲得ヤードを記録し、2年連続でオールPac-12セカンドチームに選出された。シーズン終了後、コロナウイルス流行による特例措置を利用し、もう1年大学に残留することを発表した。
2022年シーズンは3,154パス獲得ヤード、27のパッシングTD、646ラン獲得ヤード、12のラッシングTDを記録した。このシーズンの合計36タッチダウン、また大学通算116タッチダウンはいずれもUCLAの最高記録である。

### クリーブランド・ブラウンズ
| 6 ft 1+5⁄8 in (187 cm)      | 203 lb (92 kg) | 30+5⁄8 in (78 cm) | 9+7⁄8 in (25 cm) | 4.56 s | 1.51 s | 2.66 s | 4.44 s | 7.28 s | 32.5 in (83 cm) | 10 ft 1 in (3.07 m) |
| All values from NFL Combine |                |                   |                  |        |        |        |        |        |                 |                     |

2023年のNFLドラフトにて、全体140位でクリーブランド・ブラウンズから指名され、その後ルーキー契約を結んだ。

### フィラデルフィア・イーグルス
2025年3月12日にケニー・ピケットとのトレードで、同年のドラフト5巡目指名権と共にフィラデルフィア・イーグルスへ移籍した。

## 家族
母のメルバはUNLVの教授である。